# قائمة أنواع الكريليات
يوجد عدة أنواع ضمن رتبة الايفوزيات موزعة على فصيلتين وتسعة أجناس مختلفة:

## الفصيلةالكريلية

### جنسالكريل
- كريل أميركي (الاسم العلمي:Euphausia americana)
- كريل قصير (الاسم العلمي:Euphausia brevis)
- كريل كريستالي (الاسم العلمي:Euphausia crystallorophias)
- كريل ديوميدي (الاسم العلمي:Euphausia diomedeae)
- كريل متميز (الاسم العلمي:Euphausia distinguenda)
- كريل بهي (الاسم العلمي:Euphausia eximia)
- كريل مخادع (الاسم العلمي:Euphausia fallax)
- كريل بارد (الاسم العلمي:Euphausia frigida)
- كريل محدودب (الاسم العلمي:Euphausia gibba)
- كريل محدودباني (الاسم العلمي:Euphausia gibboides)
- كريل هانسني (الاسم العلمي:Euphausia hanseni)
- كريل نصف محدودب (الاسم العلمي:Euphausia hemigibba)
- كريل كروني (الاسم العلمي:Euphausia krohnii)
- كريل رقائقي (الاسم العلمي:Euphausia lamelligera)
- كريل طويل المنقار (الاسم العلمي:Euphausia longirostris)
- كريل ساطع (الاسم العلمي:Euphausia lucens)
- كريل مؤنف (الاسم العلمي:Euphausia mucronata)
- كريل كليل (الاسم العلمي:Euphausia mutica)
- كريل قزم (الاسم العلمي:Euphausia nana)
- كريل باسيفيكي (الاسم العلمي:Euphausia pacifica)
- كريل شبه محدودب (الاسم العلمي:Euphausia paragibba)
- كريل محدودب زائف (الاسم العلمي:Euphausia pseudogibba)
- كريل منحني (الاسم العلمي:Euphausia recurva)
- كريل سنزوي (الاسم العلمي:Euphausia sanzoi)
- كريل سيبوغي (الاسم العلمي:Euphausia sibogae)
- كريل مماثل (الاسم العلمي:Euphausia similis)
- كريل شوكي (الاسم العلمي:Euphausia spinifera)
- كريل رائع (الاسم العلمي:Euphausia superba)
- كريل مرهف (الاسم العلمي:Euphausia tenera)
- كريل ثلاثي الأشواك (الاسم العلمي:Euphausia triacantha)
- كريل فالنتيني (الاسم العلمي:Euphausia vallentini)

### جنسالكريل المهدب القدم
- كريل حاد الجبهة (الاسم العلمي:Thysanopoda acutifrons)
- كريل متعادل (الاسم العلمي:Thysanopoda aequalis)
- كريل عديم القرون (الاسم العلمي:Thysanopoda astylata)
- كريل قرني (الاسم العلمي:Thysanopoda cornuta)
- كريل مقنزع (الاسم العلمي:Thysanopoda cristata)
- كريل مثير (الاسم العلمي:Thysanopoda egregia)
- كريل مستصغر العيون (الاسم العلمي:Thysanopoda microphthalma)
- كريل ضئيل العيون (الاسم العلمي:Thysanopoda minyops)
- كريل أحادي الشوكة (الاسم العلمي:Thysanopoda monacantha)
- كريل منفرج الجبهة (الاسم العلمي:Thysanopoda obtusifrons)
- كريل مشرقي (الاسم العلمي:Thysanopoda orientalis)
- كريل مشطي (الاسم العلمي:Thysanopoda pectinata)
- كريل شوكي الذنب (الاسم العلمي:Thysanopoda spinicaudata)
- كريل ثلاثي الأسنان (الاسم العلمي:Thysanopoda tricuspidata)

### جنس الايفوزي قلمي اليد
- ايفوزي مختصر (الاسم العلمي:Stylocheiron abbreviatum)
- ايفوزي مترابط (الاسم العلمي:Stylocheiron affine)
- ايفوزي مسلح (الاسم العلمي:Stylocheiron armatum)
- ايفوزي جؤجؤي (الاسم العلمي:Stylocheiron carinatum)
- ايفوزي متطاول (الاسم العلمي:Stylocheiron elongatum)
- ايفوزي هندي (الاسم العلمي:Stylocheiron indicum)
- ايفوزي جزيري (الاسم العلمي:Stylocheiron insulare)
- ايفوزي طويل القرن (الاسم العلمي:Stylocheiron longicorne)
- ايفوزي أكبر (الاسم العلمي:Stylocheiron maximum)
- ايفوزي دقيق العيون (الاسم العلمي:Stylocheiron microphthalma)
- ايفوزي صلب (الاسم العلمي:Stylocheiron robustum)
- ايفوزي سومي (الاسم العلمي:Stylocheiron suhmi)

### جنس الايفوزي المهدب
- ايفوزي إجتماعي (الاسم العلمي:Thysanoessa gregaria)
- ايفوزي أعزل (الاسم العلمي:Thysanoessa inermis)
- ايفوزي لا شوكي (الاسم العلمي:Thysanoessa inspinata)
- ايفوزي طويل الذنب (الاسم العلمي:Thysanoessa longicaudata)
- ايفوزي طويل القدم (الاسم العلمي:Thysanoessa longipes)
- ايفوزي طويل الذيل (الاسم العلمي:Thysanoessa macrura)
- ايفوزي صغير (الاسم العلمي:Thysanoessa parva)
- ايفوزي راشي (الاسم العلمي:Thysanoessa raschii)
- ايفوزي أشوك (الاسم العلمي:Thysanoessa spinifera)
- ايفوزي مجاور (الاسم العلمي:Thysanoessa vicina)

### جنس الايفوزي الخيطي القدم
- ايفوزي أطلسي (الاسم العلمي:Nematoscelis atlantica)
- ايفوزي صعب (الاسم العلمي:Nematoscelis difficilis)
- ايفوزي نحيل (الاسم العلمي:Nematoscelis gracilis)
- ايفوزي مفلق (الاسم العلمي:Nematoscelis lobata)
- ايفوزي كبير العيون (الاسم العلمي:Nematoscelis megalops)
- ايفوزي صغير العيون (الاسم العلمي:Nematoscelis microps)
- ايفوزي دقيق (الاسم العلمي:Nematoscelis tenella)

### جنس الايفوزي الليلي
- ايفوزي جنوبي (الاسم العلمي:Nyctiphanes australis)
- ايفوزي رأس الرجاء (الاسم العلمي:Nyctiphanes capensis)
- ايفوزي كوشي (الاسم العلمي:Nyctiphanes couchii)
- ايفوزي بسيط (الاسم العلمي:Nyctiphanes simplex)

### جنس الايفوزي الخيطي الغلاصم
- ايفوزي بقري (الاسم العلمي:Nematobrachion boopis)
- ايفوزي مرن الأقدام (الاسم العلمي:Nematobrachion flexipes)
- ايفوزي سداسي الأشواك (الاسم العلمي:Nematobrachion sexspinosum)

### جنس الايفوزي الليلي الكبير
- ايفوزي نروجي (الاسم العلمي:Meganyctiphanes norvegica)

## فصيلة ايفوزيات الأعماق

### جنس ايفوزي الأعماق
- ايفوزي الأعماق (الاسم العلمي:Bentheuphausia amblyops)